# 云南茶区

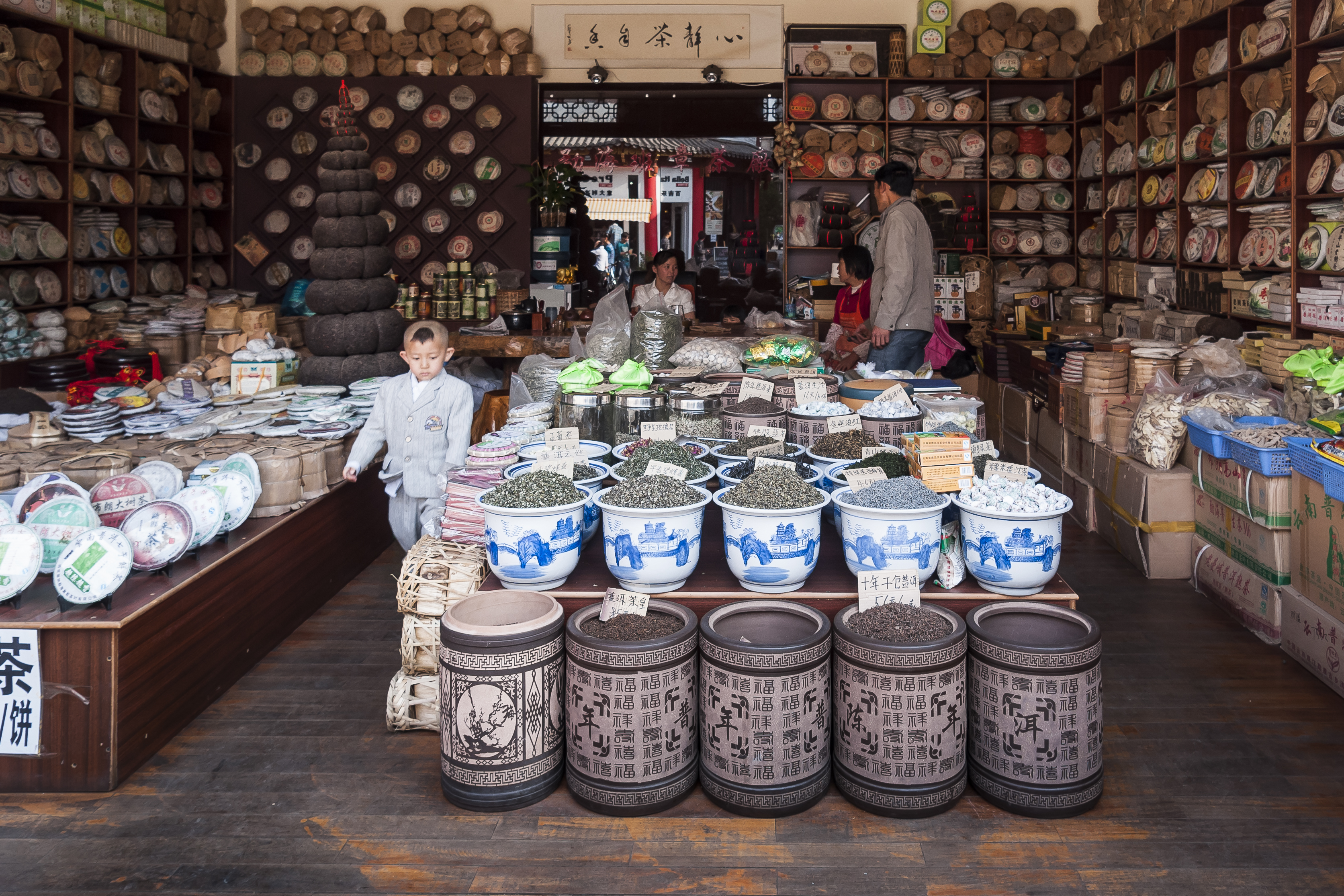
一家位于云南昆明的茶店

云南茶区，也称云南茶叶产区，是指中华人民共和国云南省的茶叶生产地区。
云南的所有茶区都分布于澜沧江流域，即湄公河的上游。由于各地茶树的品种不同，茶树年份和生长形态也有区别，各茶山的茶菁品质也明显不同。在整体云南茶区岀现“北苦南涩”、“东柔西刚”的特质。当地有用收茶地区来划分茶区：分为勐海茶区、易武茶区、临沧茶区和思茅（现普洱市）茶区。
其中勐海茶区包括勐海及周围地区所产出的茶，也包括了“现代六大茶山”。易武茶区主要是“古六大茶山”及周围地区所产出的茶。临沧茶区主要是临翔区、凤庆县、永德县和双江拉祜族佤族布朗族傣族自治县等地。思茅茶区主要包括景东彝族自治县、景谷傣族彝族自治县、澜沧拉祜族自治县、江城哈尼族彝族自治县等地区。

## 勐海茶区

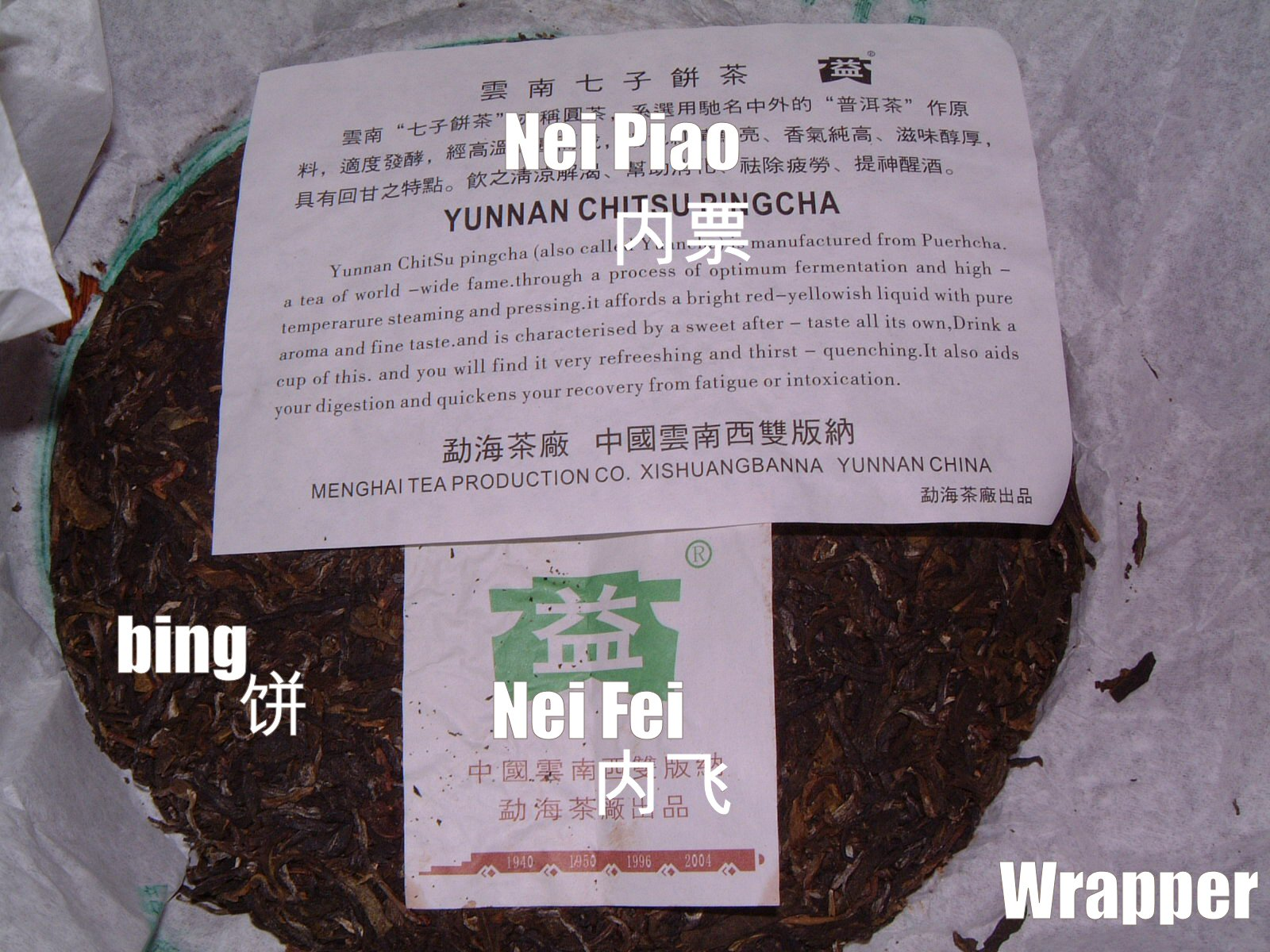
勐海大叶茶制成的云南七子饼茶，由勐海茶厂生产

2004年以前，勐海茶区是勐海茶厂的主要茶菁收购地区。清朝以前普洱茶的集地以普洱为主，清朝末年普洱茶的制作技术向南传递，由普洱、思茅到倚邦、易武、勐海等地区。民国初年，由于战乱、交通、瘟疫肆虐，茶叶的贸易重心完全由勐海地区所取代。1950年初，勐海茶厂除在本县茶区设站收购茶青外，并在景洪、勐腊等地设站收购毛茶。1952年后，勐海茶厂及所属南糯山分厂开始收购部分鲜叶直接在场内加工。因此，广义“勐海茶区”涵盖至勐海茶厂收购毛料茶区，包括景洪、巴达、布朗山布朗族乡、班章、南糯山、勐龙镇、勐宋乡、勐遮镇等地。该茶区纬度海拔较低、气温稍高、雨量较多，其茶叶茶性强、香气扬、涩度较髙。

## 易武茶区

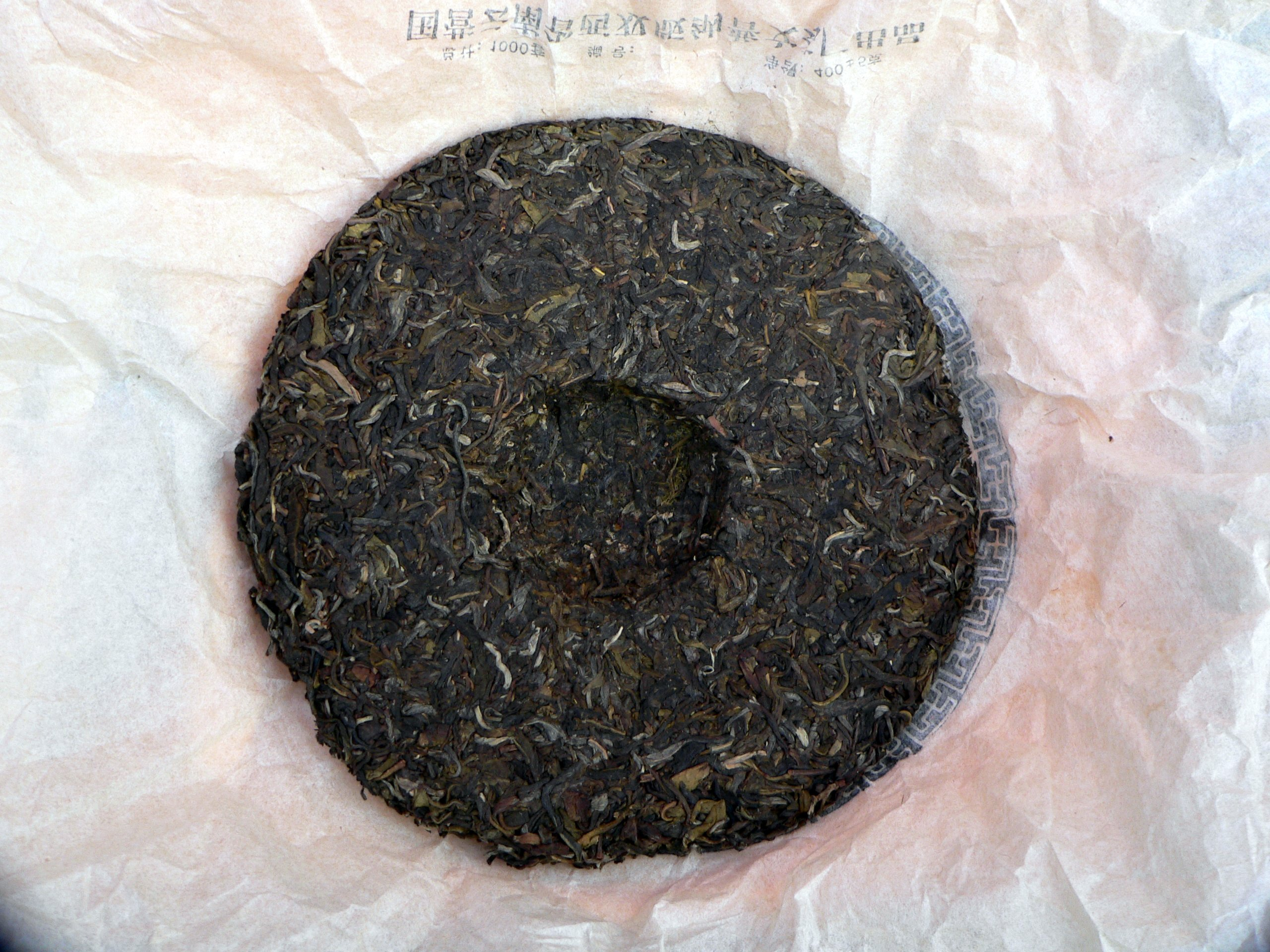
西双版纳普文镇普文茶厂生产的普洱茶

狹义的“易武茶区”包括易武镇与曼撒地区；广义“易武茶区”则涵盖围包括易武、基诺山基诺族乡、攸乐、倚邦等茶区。清朝时期，普洱茶为贡茶时期，易武茶区即澜沧江以北的大山茶（也称江内茶），涵盖当时六大山，也称“古六大茶山”。1799年《滇海虞衡志》书中提到六茶山：攸乐、革登、倚邦、莽枝、蛮砖、慢撒。该古六大茶山中有五座茶山位于现今西双版纳傣族自治州勐腊县中北部，除攸乐（基诺山）位于景洪市境内。从地理上，易武茶区隶属古曼撒山。
易武茶区并无大型制茶厂，但此茶区有较早的人工栽培历史，并存有百年古茶园。其变异茶种较多，茶叶特质上品味有较大区别。由于纬度与海拔较低、气温高、雨量最多，而原始茶种种类多，因此通常茶质厚重、香气特异、苦涩度较低。

## 临沧茶区

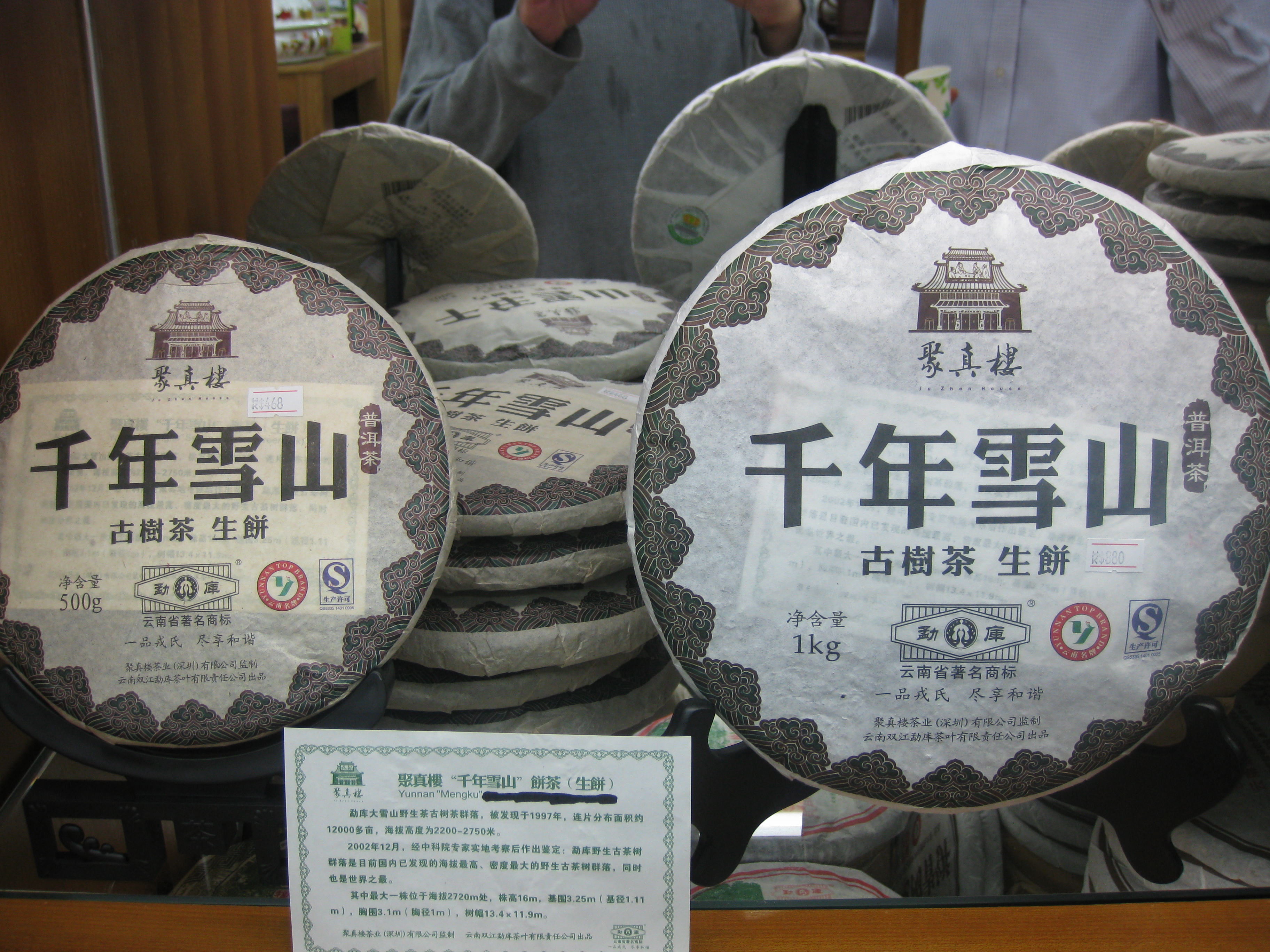
勐海大叶茶制成的聚真楼千年雪山茶饼（生茶）

临沧位于云南西南部，因澜沧江从北至南贯穿整个地区而得名。与普洱市接壤，辖临翔、凤庆县、云县、双江拉祜族佤族布朗族傣族自治县、镇康县、耿马傣族佤族自治县、沧源佤族自治县、永德县等地，均为茶区。其中凤庆是中国十大产茶县之一，也是云南最大的滇红茶和普洱茶原料产地。2001年又被中华人民共和国农业部列为全国无公害茶叶生产示范基地县，其中以生产凤庆大叶茶为著名。临沧产区茶品特色以苦涩味重为主，香气特殊饱满，具有刺激烈性。

## 思茅/普洱茶区
思茅茶区主要包括景东彝族自治县、景谷傣族彝族自治县、澜沧拉祜族自治县、江城哈尼族彝族自治县等地区。民国三年（1914年），普洱道所辖区域，辖宁洱、思茅、墨江、元江、新平、景东、镇沅、澜沧（今澜沧、孟连、西盟、沧源）、缅宁（今临沧、双江）、勐烈（今江城）、普思等地。之后普洱道署由宁洱迁驻思茅，思茅成为普洱道中心地区，思茅城区制茶商号就有22家，当地民众将思茅、普洱连起来称为“思普区”。该产区茶品味道偏苦涩，有景迈山等茶山。1919年，云南思茅爆发大型疟疾流行，造成大量居民死亡逃亡。民国十五年（1926年），普洱道署为避瘟疫，由思茅迁回宁洱，有的商号茶庄也陆续迁往倚邦、易武、江城、勐海。1942年，侵华日军飞机轰炸思茅，造成城区损毁严重。思茅茶区开始衰退。